# زيتون (جنس)
الزَّيتون (الاسم العلمي: Olea)، جنس نباتات يتألف من حوالي 40 نوعًا من فصيلة الزيتونية. أعطانها المناطق الدافئة والمعتدلة في الشرق الأوسط وجنوب أوروبا وإفريقيا وجنوب آسيا وأستراليا.